# Дорофей II Єрусалимський
Дорофей - патріарх Єрусалимський на початку XVI століття.
Про цього Патріарха відомо небагато. Люди називали його Аттала, ім'я, яке залишилося в офіційних документах[джерело?]. Можливо, він був з Палестини, але його походження також невідоме. Припускають, що він був членом Агіотафічного братства та єрусалимського духовенства. Він також мав належну грецьку освіту.
Він зійшов на патріарший престол після 1506 року. Коли султан Селім I завоював Єрусалим у 1517 році, Дорофей переїхав на Святу Землю.